# Noctubourgognea cisandina
Noctubourgognea cisandina är en fjärilsart som beskrevs av Köhler 1955. Noctubourgognea cisandina ingår i släktet Noctubourgognea och familjen nattflyn. Inga underarter finns listade i Catalogue of Life.